# Cephalosilurus fowleri
Cephalosilurus fowleri är en fiskart som beskrevs av Haseman, 1911. Cephalosilurus fowleri ingår i släktet Cephalosilurus och familjen Pseudopimelodidae. IUCN kategoriserar arten globalt som livskraftig. Inga underarter finns listade i Catalogue of Life.